# Gynoplistia tenuifilosa
Gynoplistia tenuifilosa är en tvåvingeart som beskrevs av Alexander 1931. Gynoplistia tenuifilosa ingår i släktet Gynoplistia och familjen småharkrankar. Inga underarter finns listade i Catalogue of Life.